# 2019年3月3日美國龍捲風風災
2019年3月3日美國龍捲風風災發生在美國亚拉巴马州、喬治亞州、佛罗里达州和南卡罗来纳州，四個州份遭到龍捲風吹襲，造成至少23人死亡，大量居民受傷。災區損毀嚴重，超過一萬人無電力供應。

## 氣象概要
2月28日，美國風暴預測中心發出強烈雷雨警告，有效範圍為北至路易斯安那州，西至喬治亞州的東南部地區，中心在翌日再發出類似警告。3月2日，隨著中心預計龍捲風著陸時將會頗強，當局再發布最新警告，範圍包括亚拉巴马州東南部部分地區和喬治亞州西南部。
最終，當局預計的惡劣天氣在3月3日出現，一個位於北部高速氣流的廣闊低气压向東推進，影響安大略北部和詹姆斯灣。一系列的短波槽圍繞著低壓系統的南半部分旋轉，其中一個清晰的短波槽由東南部跨越阿巴拉契亚山脉進入大西洋，使密西西比州北部和阿拉巴馬州的氣壓降低，助長墨西哥湾的大量濕氣向北移動。強烈的西南低空風配合冷锋，發展出一飑线，由卡羅來納延伸至佛羅里達州狹長地帶。此時，中空風的對流可用位能達500至1200焦耳／公斤、高速氣流達時速90至130公里，這些數據都顯示美國東南部的大氣層極其不穩定。由於缺乏強對流的抑制，加上風弱，都有利於數個不連續的雷雨區超级单体在佛州狹長地帶、阿拉巴馬州東南部、佐治亞州中部和南卡罗来纳州發展。當日下午，多個超级单体形成龍捲風，對美國東南部數地造成廣泛破壞。翌日凌晨，龍捲風向東移動，逐漸減弱。

## 傷亡

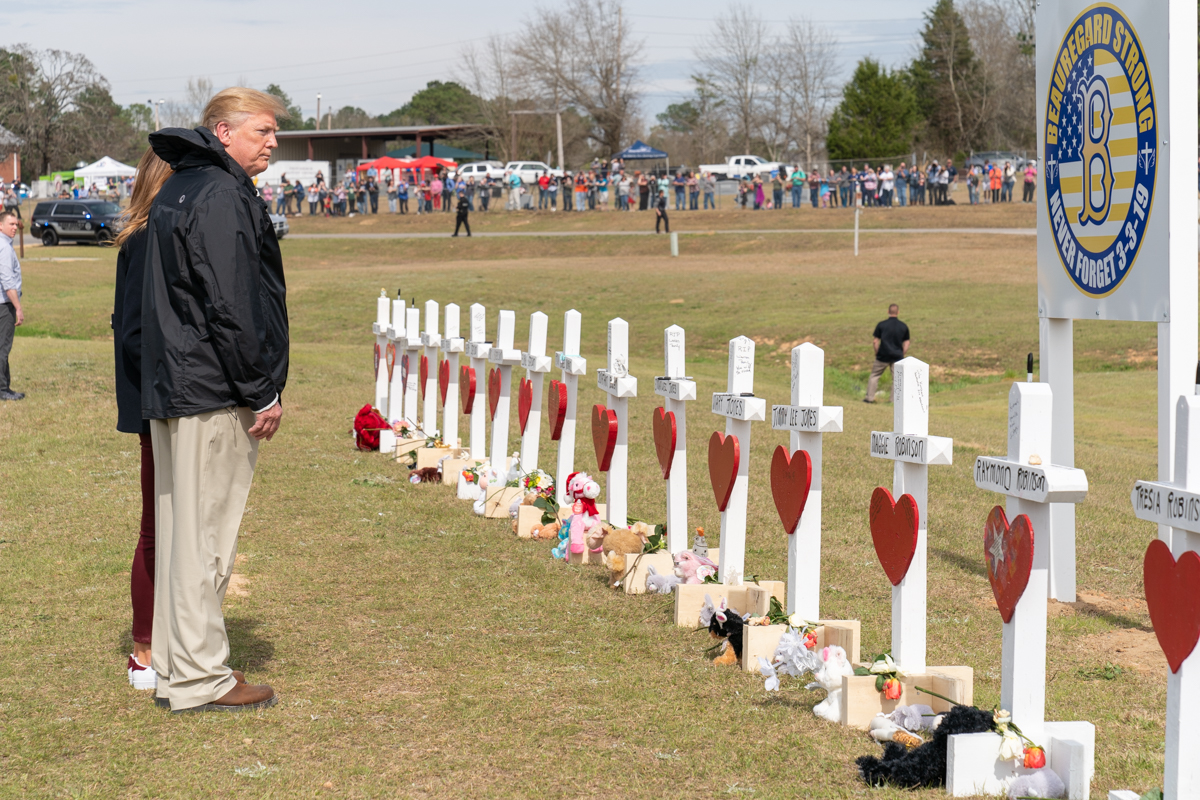
3月8日，美國總統唐納·川普與夫人梅蘭妮亞至阿拉巴馬州李郡歐佩萊卡參加一場此次風災罹難者的悼念活動

此次風災中，造成破壞最嚴重者為阿拉巴馬州李郡一個EF4級的龍捲風，共造成了23人身亡，其中至少2宗死亡個案發生在該郡的博勒加德附近。另外死亡人數中的4人為小孩，10人來自同個家庭。超過60名傷者被送往東阿拉巴馬醫療中心接受治療，不過其中4人於3月4日仍住院接受治療。配有尋熱裝置的無人機事發後即出動搜索生還者，但地面部隊需待翌日天光後才可開啟行動。事發後有7-8人一度失聯，皆在3月6日前取得聯絡，並未受困，因此救援行動從該日起轉為重建行動。

## 破壞

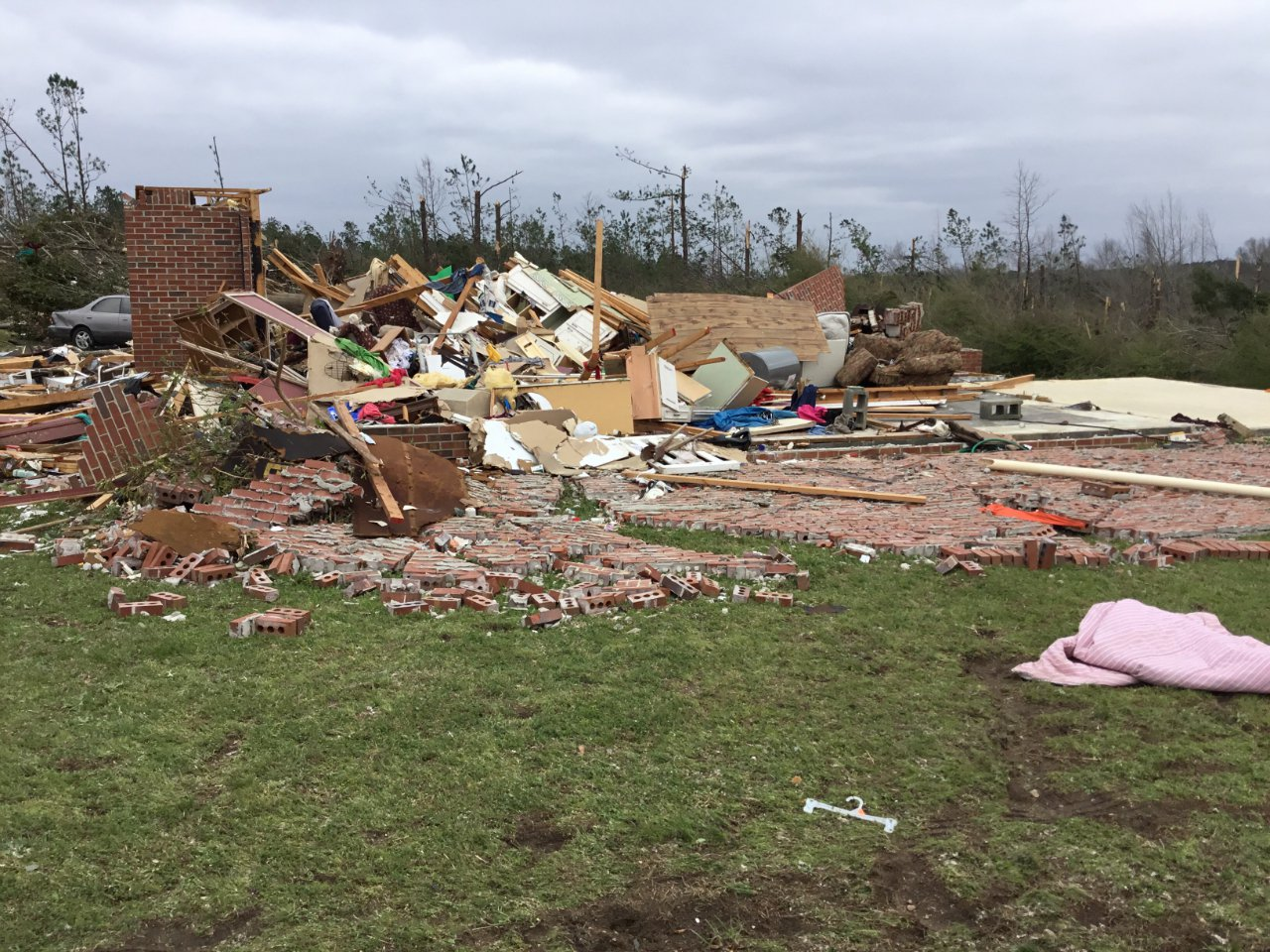
李郡一處被EF4級龍捲風摧毀的房屋

阿拉巴馬州李郡的一個治安官形容破壞是「災難性」的，超過一萬人無電力供應。佛罗里达州沃尔顿县的一個龍捲風吹倒高速公路旁的樹木，交通被切斷。至少一個行動通信基地臺被摧毀。喬治亞州開羅的大部分民居和店舖被破壞。聯邦警察估計超過1120間房屋被破壞或損毀。

## 已確認龍捲風
| EFU | EF0 | EF1 | EF2 | EF3 | EF4 | EF5 | 總共 |
| --- | --- | --- | --- | --- | --- | --- | ---- |
| 0   | 10  | 21  | 7   | 1   | 1   | 0   | 39   |